# 6,5×50mmSR Arisaka

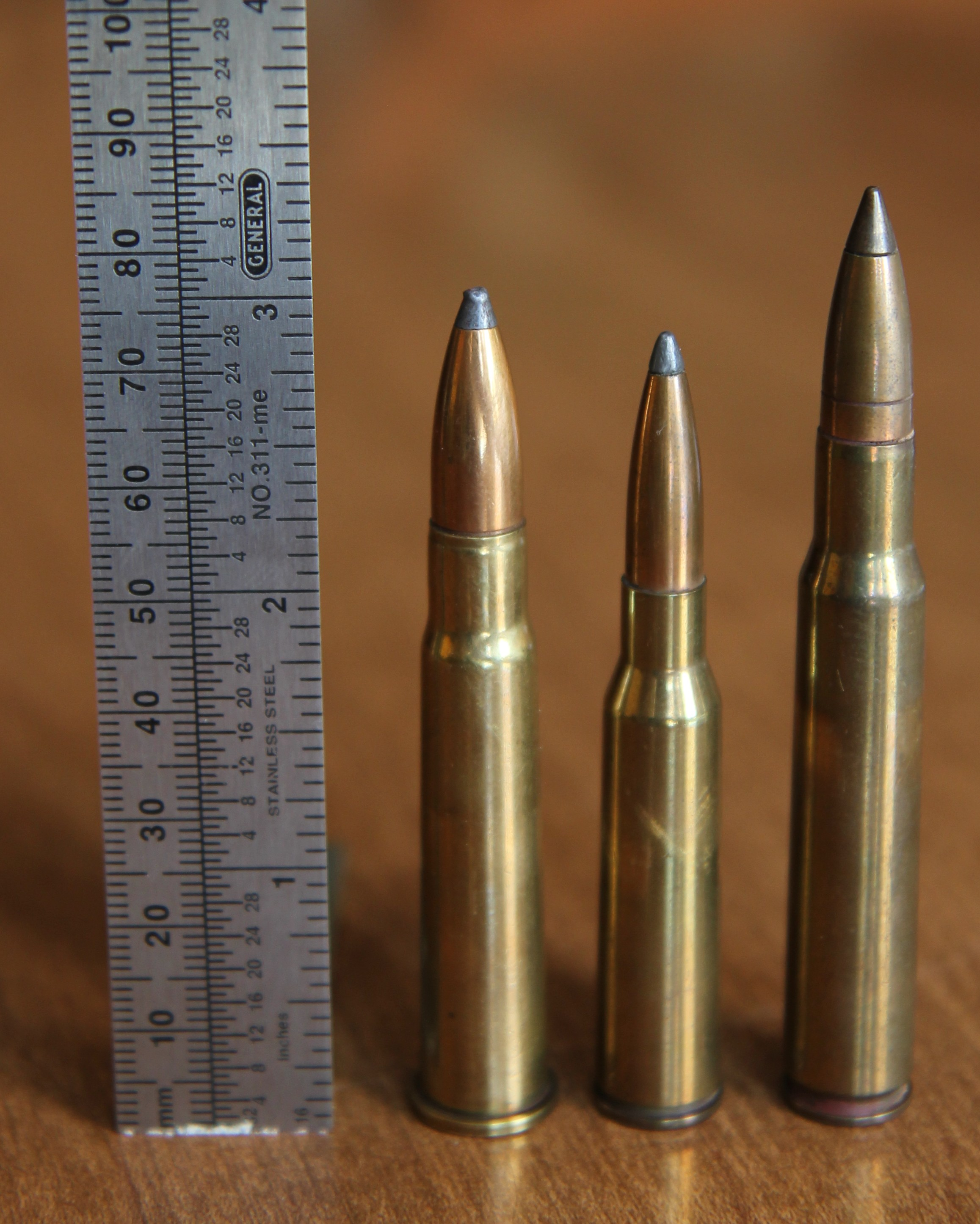
6,5×50mmSR Arisaka (centro) com .303 British (esquerda) e .30-06 Springfield (direita).

O 6,5x50mmSR Arisaka (designado como 6,5 x 51 R (Arisaka) pela C.I.P.) é um cartucho de fuzil de semi-aro com uma bala de 6,5mm (0,264 pol.) de diâmetro. Foi o cartucho militar japonês padrão de 1897 até o final da década de 1930 para fuzis de serviço e metralhadoras, quando foi gradualmente substituído pelo 7,7×58mm Arisaka.

## História
O 6,5x50mmSR foi introduzido pela primeira vez como cartucho Tipo 30 com uma bala de ponta redonda, pelo Exército Imperial Japonês em 1897, para o recém-adotado fuzil de infantaria e a carabina Tipo 30 Arisaka. O novo fuzil e cartucho substituíram o cartucho 8×52mm Murata usado no fuzil Tipo 22 Murata. Em 1902, a Marinha Imperial Japonesa também adotou o 6,5x50mmSR para seus fuzis Tipo 35. Em 1907, um cartucho spitzer foi adotado como cartucho Tipo 38 para todas as armas leves de serviço japonesas subsequentes no calibre 6,5mm.
O cartucho japonês de 6,5mm foi posteriormente criticado por ter pouca potência em comparação com outros cartuchos militares contemporâneos, como o .30-06 Springfield, o .303 British, o 7,92×57mm Mauser e o 7,62×54mmR. Por esta razão, foi gradualmente substituído pelo cartucho mais potente 7,7x58mm em 1938. Ambos os cartuchos foram usados até o final da guerra, o que criou dificuldade no fornecimento de munições adequadas às forças japonesas. Por causa do cano longo do fuzil Tipo 38, um benefício do cartucho de 6,5 mm era que ele produzia muito pouco clarão e fumaça. Além disso, o cartucho de 6,5mm com a bala spitzer Tipo 38 tinha uma trajetória plana desejável e balística terminal eficaz com guinada rápida no impacto, causando ferimentos graves. Cartuchos militares de maior calibre também são ideais para metralhadoras usarem em disparos de longo alcance, e os fuzis muitas vezes só eram feitos para armazená-los no interesse da logística. O Japão usou o cartucho de 7,7mm apenas em metralhadoras durante anos antes de desenvolver um fuzil para esse cartucho.